# Norbert Bude
Norbert Bude (* 14. September 1959 in Mönchengladbach-Giesenkirchen) ist ein deutscher Politiker der SPD. Er war von 2004 bis 2014 Oberbürgermeister der Stadt Mönchengladbach.

## Leben und Beruf
Bude besuchte die Grundschule in Mönchengladbach-Giesenkirchen und erreichte 1980 die Allgemeine Hochschulreife am Gymnasium Odenkirchen. Nach fünfzehnmonatigem Wehrdienst bei der Bundeswehr studierte er an der Fachhochschule des Bundes für öffentliche Verwaltung und absolvierte 1985 einen Abschluss als Diplom-Verwaltungswirt. Anschließend war er tätig bei der Deutschen Bundespost (später Bundesanstalt für Post und Telekommunikation), bis er 1995 Geschäftsführer der SPD-Ratsfraktion Mönchengladbach wurde.
Norbert Bude ist Vater von drei Kindern.

## Partei
1983 trat Bude der SPD bei und stieg zum stellvertretenden Vorsitzenden der SPD Mönchengladbach sowie 1989 zum Mitglied des Stadtrats auf. Er wurde Fraktionsgeschäftsführer der SPD im Stadtrat und schwerpunktmäßig zuständig für die Bereiche Sport, Umwelt und Verwaltung. Zum hauptamtlichen Oberbürgermeister wurde er bei den nordrhein-westfälischen Kommunalwahlen 2004 in der Stichwahl am 10. Oktober 2004 gewählt. Er wurde am 30. August 2009 mit 49,27 % der abgegebenen Stimmen im Amt bestätigt.
Zudem war Norbert Bude von 1994 bis 1999 Bezirksvorsteher des ehemaligen Stadtbezirks Odenkirchen und von 1999 bis 2004 Vorsitzender des Ausschusses für Freizeit, Sport und Bäder.
Als Oberbürgermeister war er Vorsitzender des Stadtrates, Chef der Stadtverwaltung mit rund 3100 Mitarbeitern und erster Repräsentant der Stadt Mönchengladbach. Am 15. Juni 2014 wurde Bude mit 49,56 Prozent gegenüber seinem Herausforderer Hans Wilhelm Reiners (CDU) mit 50,44 Prozent in der Stichwahl geschlagen.